# Лемачко Тетяна Мефодіївна
Тетя́на Мефо́діївна Лема́чко (нар. 16 березня 1948, Ізмаїл, — 17 травня 2020, Цюрих) — радянська, болгарська та швейцарська шахістка. Від 1983 року виступає за Швейцарію. Тричі брала участь у матчах претенденток на титул чемпіона світу серед жінок (1977, 1980 і 1983). 5-разова чемпіонка Болгарії, 10-разова чемпіонка Швейцарії — рекордсменка в історії швейцарських шахів за кількістю чемпіонських титулів. Міжнародний гросмейстер (1977).

## Життєпис
Виросла в місті Ізмаїл на Одещині. У 1970 році 22-річна шахістка перемогла в Кубку СРСР з шахів. Згодом вийшла заміж за громадянина Болгарії, з 1972 року переїхала до Болгарії та виступала за цю країну. Учасниця чотирьох Шахових олімпіад у складі збірної Болгарії (усі 4 турніри — на першій шахівниці). Відразу ж у першій Олімпіаді (1974) допомогла болгарській команді вибороти 3-є місце на турнірі. П'ять разів вигравала першість Болгарії (1974, 1975, 1978, 1979 і 1981).
Тричі брала участь у матчах претенденток на титул чемпіона світу серед жінок (1977, 1980 і 1983), була однією з провідних шахісток Європи.
Від 1983 року виступає за Швейцарію, де попросила політичного притулку. Провідна швейцарська шахістка — 10-разова чемпіонка країни (1984, 1986, 1995, 1997, 2003, 2004, 2006, 2008, 2009 і 2010) і багаторазова учасниця шахових олімпіад у складі команди Швейцарії (до 2008 року незмінно грала на 1-й шахівниці).